# 14 مارس
- السبت
- الأحد
- الاثنين
- الثلاثاء
- الأربعاء
- الخميس
- الجمعة

- 11 رمضان 1446  هـ
- 22 رمضان 1446  هـ
- 33 رمضان 1446  هـ
- 44 رمضان 1446  هـ
- 55 رمضان 1446  هـ
- 66 رمضان 1446  هـ
- 77 رمضان 1446  هـ
- 88 رمضان 1446  هـ
- 99 رمضان 1446  هـ
- 1010 رمضان 1446  هـ
- 1111 رمضان 1446  هـ
- 1212 رمضان 1446  هـ
- 1313 رمضان 1446  هـ
- 1414 رمضان 1446  هـ
- 1515 رمضان 1446  هـ
- 1616 رمضان 1446  هـ
- 1717 رمضان 1446  هـ
- 1818 رمضان 1446  هـ
- 1919 رمضان 1446  هـ
- 2020 رمضان 1446  هـ
- 2121 رمضان 1446  هـ
- 2222 رمضان 1446  هـ
- 2323 رمضان 1446  هـ
- 2424 رمضان 1446  هـ
- 2525 رمضان 1446  هـ
- 2626 رمضان 1446  هـ
- 2727 رمضان 1446  هـ
- 2828 رمضان 1446  هـ
- 2929 رمضان 1446  هـ
- 301 شوال 1446  هـ
- 312 شوال 1446  هـ
- 13 شوال 1446  هـ
- 24 شوال 1446  هـ
- 35 شوال 1446  هـ
- 46 شوال 1446  هـ

14 مارس أو 14 آذار أو يوم 14 \ 3 (اليوم الرابع عشر من الشهر الثالث) هو اليوم الثالث والسبعون (73) من السنة البسيطة، أو اليوم الرابع والسبعون (74) من السنوات الكبيسة وفقًا للتقويم الميلادي الغربي (الغريغوري). يبقى بعده 292 يوما لانتهاء السنة.

## أحداث
- 1932 - إصدار فيلم أولاد الذوات وهو أول فيلم عربي ناطق.
- 1939 - الجيوش الألمانية تدخل براغ وتسيطر على ما تبقى من تشيكوسلوفاكيا.
- 1958 - الحكومة العنصرية في جنوب أفريقيا تحظر حزب المؤتمر الوطني الأفريقي.
- 1978 - إسرائيل تبدأ باجتياح جنوب لبنان فيما عرف باسم عملية الليطاني.
- 1988 - أوّل احتفال بيوم العدد ط الَّذي أَسَّسه العالم الفيزيائيّ لاري شو.
- 1991 - أمير دولة الكويت الشيخ جابر الأحمد الصباح يعود إلى الكويت بعد غياب استمر حوالي سبعة شهور بسبب الغزو العراقي للكويت، وقد غصت الشوارع بالمستقبلين.
- 2003 - رجب طيب أردوغان يتولى رئاسة وزراء تركيا.
- 2004 - إعاده انتخاب فلاديمير بوتين رئيسًا لروسيا الاتحادية.
- 2005 - مظاهرة كبيرة في بيروت وفاءً لرئيس الوزراء اللبناني الأسبق رفيق الحريري والمطالبة بخروج الجيش السوري من لبنان وبدأ ما سمي بثورة الأرز، ولم تنتهي المظاهرة إلا بعد خروج الجيش السوري من لبنان بشكل كامل.
- 2014 - البيت الأبيض يتحدث عن معلومات جديدة مفادها أن الطائرة الماليزية المفقودة استمرت بالتحليق لساعات بعد اختفائها من على شاشات الرادار.
- 2016 - الرئيس الروسي فلاديمير بوتين يُعلن الانسحاب الجُزئي للقُوَّات الروسيَّة المُشاركة في الحرب السوريَّة.
- 2025 - مارك كارني يخلف جاستن ترودو في رئاسة وزراء كندا بعد فوزه في انتخابات الحزب الليبرالي.

## مواليد
- 1681 - غيورغ فيليب تيليمان، موسيقي ألماني.
- 1804 - يوهان شتراوس، موسيقي نمساوي.
- 1835 - جيوفاني سكيابارلي، عالم إيطالي في علم الفلك.
- 1844 - هومبرت الأول، ملك مملكة إيطاليا.
- 1854 - باول إرليخ، طبيب ألماني حاصل على جائزة نوبل في الطب عام 1908.
- 1879 - ألبرت أينشتاين، عالم فيزياء نظرية أمريكي سويسري من أصل ألماني حاصل على جائزة نوبل في الفيزياء عام 1921.
- 1903 -
  - مصطفى البارزاني، قائد كردي.
  - محمود أحمد السيد، كاتب روائي وصحفي ومترجم عراقي.
- 1908 - موريس ميرلو بونتي، فيلسوف فرنسي.
- 1921 - راجح السلفيتي، شاعر ومطرب شعبي فلسطيني.
- 1933 -
  - مايكل كين، ممثل إنجليزي.
  - كوينسي جونز، منتج أمريكي
- 1936 - عزيز موهوب، ممثل مغربي.
- 1948 - بيلي كريستال، ممثل أمريكي.
- 1958 - ألبير الثاني، أمير موناكو.
- 1965 - أمير خان، ممثل ومخرج ومنتج هندي.
- 1970 - لطفي العبدلي، ممثل وراقص تونسي.
- 1975 - ستيف هاربر، لاعب كرة قدم إنجليزي.
- 1977 - ناوكي ماتسودا، لاعب كرة قدم ياباني.
- 1979 -
  - نيكولا أنيلكا، لاعب كرة قدم فرنسي.
  - كرس كلاين، ممثل أمريكي.
  - أرسينيو سيباستياو، لاعب كرة قدم أنغولي.
- 1980 - حسن المصري، ممثل لبناني.
- 1983 - ريماس منصور، ممثلة سعودية.
- 1986 - جيمي بيل، ممثل إنجليزي.

## وفيات
- 1811 - أغسطس فيتزروي، رئيس وزراء المملكة المتحدة.
- 1882 - هاشم الموسوي الأحسائي، فقيه جعفري وقاضي شرعي سعودي.
- 1883 - كارل ماركس، فيلسوف وسياسي وصحفي ومنظر اجتماعي ألماني.
- 1926 -
  - ايرج ميرزا، شاعر إيراني.
  - علي ياسين العلاق، فقيه جعفري وشاعر عراقي.
- 1940 ـ غابرييله بوسانر، أول امرأة تعمل بالطب في النمسا.
- 1988 - عبد اللطيف محمد الغانم، رئيس المجلس التأسيسي الكويتي.
- 1995 - وليام فاولر، عالم فيزياء أمريكي حاصل على جائزة نوبل في الفيزياء عام 1983.
- 1998 - عبد الرحمن الأرياني، رئيس الجمهورية العربية اليمنية.
- 2018 - ستيفن هوكينج، عالم فيزياء بريطاني.
- 2021 - منير العبوشي، سياسي فلسطيني.
- 2022 - علي بن الحسين الهاشمي، أمير عراقي هاشمي.

## أعياد ومناسبات
- يوم العدد ط.
- اليوم الأبيض في اليابان وكوريا الجنوبية وتايوان.
- عيد اللغة الإستونية في إستونيا.

## وصلات خارجية
- وكالة الأنباء القطريَّة: حدث في مثل هذا اليوم.
- النيويورك تايمز: حدث في مثل هذا اليوم.
- BBC: حدث في مثل هذا اليوم.